# Due mattacchioni al Moulin Rouge
Pour plus de détails, voir Fiche technique et Distribution.
Due mattacchioni al Moulin Rouge est un film italien réalisé par Carlo Infascelli et Giuseppe Vari et sorti en 1964.

## Fiche technique
Sauf indication contraire, les informations mentionnées dans cette section peuvent être confirmées par la base de données cinématographiques IMDb,  présente dans la section « Liens externes ».
- Titre original : Due mattacchioni al Moulin Rouge
- Réalisation : Carlo Infascelli et Giuseppe Vari
- Scénario : Mario Amendola, Giuseppe Mangione, Vinicio Marinucci (it) et Gastone Ramazzotti
- Producteur : Carlo Infascelli
- Photographie : Franco Villa (it)
- Montage : Cesare Bonelli
- Musique : Lallo Gori
- Décors : Camillo Del Signore
- Société de production : Telefilm Industria
- Pays de production :  Italie
- Langue de tournage : italien
- Format : Noir et blanc - Son mono - 35 mm
- Durée : 90 minutes (1h30)
- Genre : Comédie musicale
- Dates de sortie :
  - Italie : 1964

## Distribution
- Franco Franchi : Nicolino Celletti
- Ciccio Ingrassia : Ciccio Di Magria
- Antonella Steni : Marisa la Vieille
- Margaret Lee : Perla la Rouge
- Riccardo Garrone : Alfredo Cerretti
- Borrah Minevitch
- Johnny Puleo